# Tollef Tollefsen
Tollef Tollefsen, född 2 juni 1885 i Stavanger, död 28 mars 1963 i Stavanger, var en norsk roddare.
Tollefsen blev olympisk bronsmedaljör i åtta med styrman vid sommarspelen 1920 i Antwerpen.